# Coppa Svizzera 1931-1932
La Coppa Svizzera 1931-1932 è stata la 7ª edizione della manifestazione calcistica. È iniziata il 13 ottobre 1931 e si è conclusa il 3 aprile 1932. Questa edizione della coppa vide la vittoria finale del Grasshoppers.

## Regolamento
Turni ad eliminazione diretta in gara unica. In caso di paritá al termine dei tempi supplementari, la partita veniva ripetuta a campo invertito.

### 1º Turno preliminare
| Squadra 1              | Risultato      | Squadra 2                |
| ---------------------- | -------------- | ------------------------ |
| 31 agosto 1931         |                |                          |
| Svizzera romancia      |                |                          |
| Chênois                | 1 - 0          | Sainte-Croix Sports      |
| Dopolavoro Ginevra     | 11 - 0         | Sion                     |
| Fleurier               | 6 - 3          | Montreux-Sports          |
| Gloria-Sports Le Locle | 4 - 3          | Martigny                 |
| Jonction Genève        | 1 - 0          | La Tour-de-Peilz         |
| Le Locle-Sports        | 5 - 1          | Concordia Yverdon        |
| Olympia-Sports Vevey   | 1 - 5          | Chailly                  |
| Renens                 | 3 - 2          | Club Athletique Ginevra  |
| Sierre                 | 5 - 2          | Yverdon                  |
| Star Sécheron          | 1 - 13         | Forward Morges           |
| Stade Nyonnais         | 3 - 1          | St-Jean Ginevra          |
| Sylva-Sports Le Locle  | 5 - 1          | Couvet                   |
| Vevey                  | 4 - 4 (d.t.s.) | Villeneuve-Sports        |
| White Star Yverdon     | 3 - 5 (d.t.s.) | Central Friburgo         |
| Xamax Neuchâtel        | 3 - 1          | Boudry                   |
| Svizzera centrale      |                |                          |
| Reconvilier            | 4 - 2          | Liestal                  |
| Richemond              | 0 - 5          | Cercle des Sports Bienna |
| Sp. Réunis Delemont    | 7 - 2          | Sport Boys Berna         |
| Tavannes               | 4 - 2          | Thun                     |
| Svizzera orientale     |                |                          |
| Bellinzona             | 15 - 0         | Mendrisio                |

### 2º Turno preliminare
| Squadra 1                     | Risultato      | Squadra 2             |
| ----------------------------- | -------------- | --------------------- |
| 6 settembre 1931              |                |                       |
| Svizzera romancia             |                |                       |
| Chênois                       | 2 - 6          | Jonction Genève       |
| Dopolavoro Ginevra            | 3 - 5          | Renens                |
| Fleurier                      | 6 - 3          | Sylva-Sports Le Locle |
| Gloria-Sports Le Locle        | 7 - 0          | Chailly               |
| Le Locle-Sports               | 5 - 1          | Stade Nyonnais        |
| Sierre                        | 1 - 2          | Forward Morges        |
| Vevey                         | 0 - 1          | Xamax Neuchâtel       |
| Svizzera centrale             |                |                       |
| Birsfelden                    | 5 - 1          | Madretsch             |
| Cercle des Sports Bienna      | 1 - 0          | Stade Nyonnais        |
| Delémont                      | 6 - 1          | Tavannes              |
| Lengnau                       | 2 - 3          | Bienne-Boujean        |
| Minerva Berna                 | 2 - 3          | Kickers Lucerna       |
| Tramelan                      | 3 - 0          | Zähringia Berna       |
| Viktoria Berna                | 2 - 2 (d.t.s.) | Fulgor Grenchen       |
| Svizzera orientale            |                |                       |
| Altstetten                    | 3 - 2          | Hakoah Zurigo         |
| Balerna                       | 2 - 1          | SCI Juventus Zurigo   |
| Bellinzona                    | 5 - 1          | Wädenswil             |
| Fortuna San Gallo             | 4 - 2          | FC Zugo               |
| Kreuzlingen                   | 0 - 3          | Baden                 |
| Sciaffusa                     | 5 - 1          | Bülach                |
| Thalwil                       | 0 - 2          | Töss                  |
| Tössfeld                      | 0 - 2          | Buchs                 |
| Veltheim                      | 2 - 0          | Frauenfeld            |
| (Spareggio) 13 settembre 1931 |                |                       |
| Fulgor Grenchen               | 0 - 4          | Viktoria Berna        |

### Trentaduesimi di finale
| Squadra 1              | Risultato      | Squadra 2                |
| ---------------------- | -------------- | ------------------------ |
| 4 ottobre 1931         |                |                          |
| Aarau                  | 4 - 2          | Bösingen                 |
| Bellinzona             | 3 - 0          | Töss                     |
| Bienne                 | 5 - 1          | Étoile Carouge           |
| Blue Stars Zurigo      | 8 - 4          | Locarno                  |
| Brühl                  | 8 - 0          | Suhr                     |
| Étoile-Sporting        | 1 - 2          | La Chaux-de-Fonds        |
| Forward Morges         | 1 - 0          | Cercle des Sports Bienne |
| Friburgo               | 2 - 1          | Central Friburgo         |
| Gloria-Sports Le Locle | 3 - 0          | Renens                   |
| Grasshoppers           | 6 - 1          | Nordstern                |
| Jonction Genève        | 1 - 2          | Cantonal Neuchâtel       |
| Kickers Lucerna        | 8 - 2          | Altstätten               |
| Le Locle-Sports        | 2 - 0          | Reconvilier              |
| Lenzburg               | 3 - 2          | Black Stars Basilea      |
| Losanna                | 5 - 3 (d.t.s.) | Grenchen                 |
| Lugano                 | 2 - 0          | Birsfelden               |
| Oerlikon/Polizei       | 0 - 1          | Chiasso                  |
| Old Boys Basilea       | 1 - 0          | Lucerna                  |
| Olten                  | 7 - 1          | Fleurier                 |
| Racing Losanna         | 3 - 2 (d.t.s.) | Delémont                 |
| San Gallo              | 2 - 3          | Concordia Basilea        |
| Soletta                | 1 - 4 (d.t.s.) | Servette                 |
| Sparta Sciaffusa       | 2 - 1          | Fortuna San Gallo        |
| Stade Lausanne         | 4 - 1          | Xamax Neuchâtel          |
| Tramelan               | 5 - 7          | Monthey                  |
| Urania Ginevra         | 2 - 0          | Berna                    |
| Veltheim               | 1 - 5          | Basilea                  |
| Viktoria Bern          | 2 - 3          | Young Boys               |
| Winterthur             | 3 - 1          | Baden                    |
| Wohlen                 | 4 - 2          | Buchs                    |
| Young Fellows          | 10 - 0         | Balerna                  |
| Zurigo                 | 9 - 0          | Allschwil                |

### Sedicesimi di finale
| Squadra 1              | Risultato | Squadra 2          |
| ---------------------- | --------- | ------------------ |
| 1 novembre 1931        |           |                    |
| Bellinzona             | 3 - 0     | Concordia Basilea  |
| Blue Stars Zurigo      | 2 - 0     | Zurigo             |
| Gloria-Sports Le Locle | 2 - 10    | Urania Ginevra     |
| La Chaux-de-Fonds      | 17 - 2    | Stade Lausanne     |
| Le Locle-Sports        | 1 - 3     | Cantonal Neuchâtel |
| Lenzburg               | 0 - 9     | Kickers Lucerna    |
| Losanna                | 6 - 1     | Forward Morges     |
| Old Boys Basilea       | 4 - 1     | Chiasso            |
| Olten                  | 0 - 1     | Young Boys         |
| Racing Losanna         | 2 - 3     | Bienne             |
| Servette               | 4 - 1     | Aarau              |
| Sparta Sciaffusa       | 1 - 10    | Grasshoppers       |
| Winterthur             | 2 - 3     | Young Fellows      |
| Wohlen                 | 1 - 2     | Brühl              |
| Basilea                | 3 - 3     | Lugano             |
| 22 novembre 1931       |           |                    |
| Lugano                 | 0 - 1     | Basilea            |
| Friburgo               | 3 - 0     | Monthey            |

### Ottavi di finale
| Squadra 1                      | Risultato      | Squadra 2          |
| ------------------------------ | -------------- | ------------------ |
| 13 dicembre 1931               |                |                    |
| Brühl                          | 1 - 4          | Basilea            |
| Friburgo                       | 0 - 1          | Young Boys         |
| Grasshoppers                   | 11 - 1         | Old Boys Basilea   |
| Kickers Lucerna                | 0 - 5          | Blue Stars Zurigo  |
| La Chaux-de-Fonds              | 2 - 0          | Cantonal Neuchâtel |
| Servette                       | 0 - 3          | Losanna            |
| Young Fellows                  | 2 - 2 (d.t.s.) | Bellinzona         |
| 20 dicembre 1931 (ripetizione) |                |                    |
| Bellinzona                     | 0 - 1          | Young Fellows      |
| 9 gennaio 1932                 |                |                    |
| Urania Ginevra                 | 4 - 3 (d.t.s.) | Bienne             |

### Quarti di finale
| Squadra 1                      | Risultato      | Squadra 2         |
| ------------------------------ | -------------- | ----------------- |
| 7 febbraio 1932                |                |                   |
| Basilea                        | 6 - 3          | La Chaux-de-Fonds |
| Grasshoppers                   | 3 - 1          | Blue Stars Zurigo |
| Losanna                        | 5 - 0          | Young Boys        |
| Urania Ginevra                 | 1 - 1 (d.t.s.) | Young Fellows     |
| 28 febbraio 1932 (ripetizione) |                |                   |
| Young Fellows                  | 2 - 6          | Urania Ginevra    |

### Semifinali
| Squadra 1     | Risultato | Squadra 2      |
| ------------- | --------- | -------------- |
| 13 marzo 1932 |           |                |
| Basilea       | 1 - 8     | Grasshoppers   |
| Losanna       | 1 - 2     | Urania Ginevra |

### Finale
| Arbitro: | Ruoff (Berna) |

|                                                                        |           |            |
| Abegglen 10’ Hitrec 13’, 66’ Živković 65’ Abegglen (Trello) 86’ (Rig.) | Marcatori | 52’ Syrvet |